# Untilted
| Recensione      | Giudizio |
| --------------- | -------- |
| AllMusic        |          |
| Pitchfork       | 7.4/10   |
| Ondarock        | 4.5/10   |
| The Guardian    |          |
| Stylus Magazine | B-       |

Untilted è l'ottavo album da studio del gruppo inglese di musica elettronica Autechre, pubblicato nel 2005 con l'etichetta discografica Warp Records.

## Tracce
1. LCC – 7:46
2. Ipacial Section – 9:57
3. Pro Radii – 8:42
4. Augmatic Disport – 9:27
5. Iera – 4:55
6. Fermium – 5:45
7. The Trees – 7:26
8. Sublimit – 15:52
9. Zurich 2001 – 1:52 – (Bonus track per la versione giapponese

Durata totale: 71:42